# Max Don’t Have Sex with Your Ex
Max Don’t Have Sex with Your Ex ist eine im Jahr 1994 veröffentlichte Single des Dancefloor-Projekts E-Rotic.

## Geschichte
Nachdem die Sängerin Lyane Leigh und der Produzent David Brandes im Jahr 1994 E-Rotic gegründet hatten, entstand die erste Single Max Don’t Have Sex with Your Ex. Die Single wurde von Bernd Meinunger (als John O’Flynn) gemeinsam mit David Brandes und Felix Gauder geschrieben. Die Single wurde am 23. Juni 1994 veröffentlicht. Zudem erschien eine 12"- beziehungsweise CD-Maxi mit drei Remixes.

## Hintergrund
Max Don’t Have Sex with Your Ex wurde von Lyane Leigh gesungen und von David Brandes gerappt. In dem Text geht es darum, dass die Hauptperson Max, die zunächst in Ich-Form erzählt, sowohl Sex mit seiner Freundin als auch mit seiner Ex-Freundin hat. Im Refrain wird er jedoch in Du-Form aufgefordert, dies nicht zu tun, da es sein Leben zu „komplex“ mache. Das entsprechende Musikvideo ist im Comic-Look gehalten. Dies war am Anfang nur dazu gedacht, Kosten zu sparen, jedoch wurde es nach der Veröffentlichung zu einem Markenzeichen von E-Rotic. 
Die Single stellte einen großen Erfolg für E-Rotic dar. Anschließend wurde daher am Album Sex Affairs gearbeitet. Nur die zweite Singleauskopplung Fred Come to Bed war für das Projekt erfolgreicher als Max Don’t Have Sex with Your Ex.

## Chartplatzierungen
| ChartsChartplatzierungen     | Höchstplatzierung | Wochen |
| ---------------------------- | ----------------- | ------ |
| Deutschland (GfK)            | 7 (22 Wo.)        | 22     |
| Österreich (Ö3)              | 12 (12 Wo.)       | 12     |
| Schweiz (IFPI)               | 14 (14 Wo.)       | 14     |
| Vereinigtes Königreich (OCC) | 45 (2 Wo.)        | 2      |

## Auszeichnungen für Musikverkäufe
| Land/Region        | Auszeichnungen für Musikverkäufe (Land/Region, Auszeichnung, Verkäufe) | Verkäufe |
| ------------------ | ---------------------------------------------------------------------- | -------- |
| Deutschland (BVMI) | Gold                                                                   | 250.000  |
| Insgesamt          | 1× Gold ·                                                              | 250.000  |

## Max Don’t Have Sex with Your Ex 2003 (2003)
Im Jahr 2003 nahm das Projekt E-Rotic die Single neu auf. Die Single wurde am 21. Juli 2003 als Max Don’t Have Sex with Your Ex 2003 veröffentlicht. Sie wurde aus der Compilation Total Recall ausgekoppelt. 
Es war die zunächst letzte Single von E-Rotic. Das Projekt löste sich 2005 vorerst auf. Erst mit dem Comeback von E-Rotic im Jahr 2015 folgte 2016 die Single Video Starlet.
| ChartsChartplatzierungen | Höchstplatzierung | Wochen |
| ------------------------ | ----------------- | ------ |
| Deutschland (GfK)        | 86 (1 Wo.)        | 1      |

## Max Don‘t Have Sex with Your Ex - Reboot 21 (2020)
Lyane Leigh und David Brandes kündigten am 19. November 2020 auf ihren Facebook-Seiten an, dass eine neue Version von Max Don‘t Have Sex with Your Ex veröffentlicht wird. Diese Single wurde am 4. Dezember 2020 unter dem Titel Max Don‘t Have Sex with Your Ex - Reboot 21 veröffentlicht. Diese Single ist die zweite Neuauflage von E-Rotic.

## Maxxx (2024)
Am 19. Januar 2024 folgte wieder eine neue Version von E-Rotic, diesmal aber in Zusammenarbeit mit Molow und Des3ett. Die Single wurde unter den Namen Maxxx veröffentlicht, welches aber auch lediglich ein neuer Remix zu Max Don‘t Have Sex with Your Ex darstellt.